# Кенігсгюгель
Кенігсгюгель (нім. Königshügel) — громада в Німеччині, розташована в землі Шлезвіг-Гольштейн. Входить до складу району Рендсбург-Екернферде. Складова частина об'єднання громад Гонер-Гарде.
Площа — 6,26 км2. Населення становить 178 ос. (станом на 31 грудня 2020).